# Cláudio Heinrich
Cláudio Heinrich Meier (Rio de Janeiro, 20 de novembro de 1972) é um ator, apresentador e instrutor de Jiu-jitsu brasileiro.
Em 1996, foi o protagonista da segunda temporada do seriado adolescente Malhação. Em 1997, permaneceu como o protagonista da primeira fase da terceira temporada do seriado. Tem ascendência suíça.

## Carreira
Começou sua carreira na televisão em 1989, como Paquito da Xuxa, aos dezessete anos, no programa Xou da Xuxa. Em 1993, atuou na peça amigos ausentes. Em 1994, fez a oficina de atores da Rede Globo. Mais tarde, atuou em telenovelas da Rede Globo, iniciando a carreira de ator na TV com Malhação, em 1995,  também participou de filmes infantis e apresentou o programa Globo Ecologia durante seis anos. Formado em jornalismo e cinema. Em 2000 fez Uga Uga e em 2005 transferiu-se para a Rede Record, onde fez sete novelas, sendo a última em 2013, Pecado Mortal.
Em 2014 pausou a carreira de ator para dedicar-se como tornou instrutor de jiu-jitsu no Rio de Janeiro. Em 2015 conquistou o segundo lugar no campeonato estadual na categoria faixa preta.
Participou da última edição do reality show No Limite, em 2023, ambientada na Amazônia.

## Filmografia

### Cinema
| Ano  | Título                | Personagem          |
| ---- | --------------------- | ------------------- |
| 1990 | Lua de Cristal        | Estudante de Música |
| 1990 | Sonho de Verão        | Cláudio             |
| 1991 | Gaúcho Negro          | João                |
| 1993 | A Flor da Pele        | Júnior              |
| 1999 | Xuxa Requebra         | Cláudio             |
| 2003 | Xuxa Abracadabra      | Príncipe            |
| 2004 | Didi Quer Ser Criança | Felipe              |

### Televisão
| Ano          | Título                            | Personagem                           | Notas                                      | Emissora   |
| ------------ | --------------------------------- | ------------------------------------ | ------------------------------------------ | ---------- |
| 1989–91 1992 | Xou da Xuxa                       | Paquito (assistente de palco)        |                                            | Rede Globo |
| 1992–93      | Show do Mallandro                 | Paquito (assistente de palco)        |                                            | Rede Globo |
| 1995-97      | Malhação                          | Eduardo Siqueira Júnior (Dado)       |                                            | Rede Globo |
| 1997         | A Justiceira                      | Serginho                             | Episódio: "Filho da Madonna"               | Rede Globo |
| 1998         | Era uma Vez...                    | Fernando Reis (Filé)                 |                                            | Rede Globo |
| 1999         | Pecado Capital                    | Romeu                                |                                            | Rede Globo |
| 1999         | Malhação.com                      | Eduardo Siqueira Júnior (Dado)       | Episódios: "16 de julho" e “15 de outubro” | Rede Globo |
| 1999         | D'Artagnan e os Três Mosqueteiros | Athos                                | Especial de fim de ano                     | Rede Globo |
| 1999–05      | Globo Ecologia                    | Apresentador                         |                                            | Rede Globo |
| 2000         | Uga Uga                           | Tatuapú Guapurú / Adriano Karabastos |                                            | Rede Globo |
| 2001         | Brava Gente                       | Beto                                 | Episódio: "Proezas do Finado Zacarias"     | Rede Globo |
| 2002         | Coração de Estudante              | Gustavo Brandão (Baú)                |                                            | Rede Globo |
| 2004         | Linha Direta                      | Henrique Emmanuel Gregoris           | Episódio: "As Cartas de Chico Xavier"      | Rede Globo |
| 2005         | A Lua Me Disse                    | Modelo                               | Episódio: "18 de abril"                    | Rede Globo |
| 2005         | Prova de Amor                     | Rafael Avelar (Rafa)                 |                                            | RecordTV   |
| 2007         | Caminhos do Coração               | Danilo Mayer (Danilinho)             |                                            | RecordTV   |
| 2008         | Os Mutantes                       | Danilo Mayer (Danilinho)             |                                            | RecordTV   |
| 2009         | Promessas de Amor                 | Danilo Mayer (Danilinho)             |                                            | RecordTV   |
| 2010         | Bela, a Feia                      | Rodolfo Brummer                      |                                            | RecordTV   |
| 2011         | Vidas em Jogo                     | Elton Fontoura de Melo               |                                            | RecordTV   |
| 2013         | Pecado Mortal                     | Paulo Noronha                        |                                            | RecordTV   |
| 2020         | A Vila                            | Claudinho                            | Episódio: "O Havaí é Aqui"                 | Multishow  |
| 2023         | No Limite: Amazônia               | Participante                         | Temporada 7                                | Rede Globo |